# The Orange Box
『The Orange Box』（ジ オレンジ ボックス）とはValve Softwareが開発、販売しているゲームパック、もしくは日本版含むXbox 360用、海外版PlayStation 3用のソフトである。PC版Steamでの販売価格は$29.99。
『Team Fortress 2』はプラットフォーム毎のネットワーク通信対戦に対応しており、その他も実績システム対応となっている（ただし実績解除ポイントが入るのはXbox 360のみ）。コンシューマー機へは『ハーフライフ2 エピソード1』、『ハーフライフ2 エピソード2』、『Portal』、『Team Fortress 2』が初めて移植された。『ハーフライフ2』自体は日本未発売であるが、XBOXに移植されたため再録となる。
プラットフォーム毎に別のサーバーを使っているために、相互対戦は不可能となっている。またコンシューマー向けの2プラットフォームのものは初期バージョンのままであり、度重なるバージョンアップにより大幅に内容の強化されたPC版と比べ、その内容も相応に異なる。なお、海外ではPlayStation 3版も発売しているが、これにはValve Softwareはまったく関与していない。

## 概要
収録されているゲームは以下の通り。
- ハーフライフ2
- ハーフライフ2 エピソード1
- ハーフライフ2 エピソード2
- Portal
- Team Fortress 2
- Peggle Extreme（PC版のみ）

このうち『ハーフライフ2 ロストコースト』は『エピソード1』においてソースエンジンがバージョンアップした際のHDRデモであるため、ゲームとしては5本収録である。『Peggle Extreme』は収録はされているが説明はなく、公式サイトにも書かれていない（コンシューマ版との混同を避ける為と思われる）ため、事実上ボーナストラックとなっている（『Peggle Deluxe』という既存のゲームの体験版の登場キャラをValveおなじみのキャラに挿げ替えた特別仕様のゲーム）。このゲームは現在無料でダウンロードが可能。
このパックは、発売前にSteam販売の予約を受け付けており、予約者は『Team Fortress 2』のβテストに参加することができた。現在は『Team Fortress 2』は無料化されており単品で入手することが可能であるが、このパックの発売当時同製品の単品での購入は不可能であった。
『ハーフライフ2』と同『エピソード1』はこのパックの発売以前から販売していた製品のため、既に購入し権利を持っているユーザーは無償で他のユーザーに譲渡する事が可能である。